# Tachi

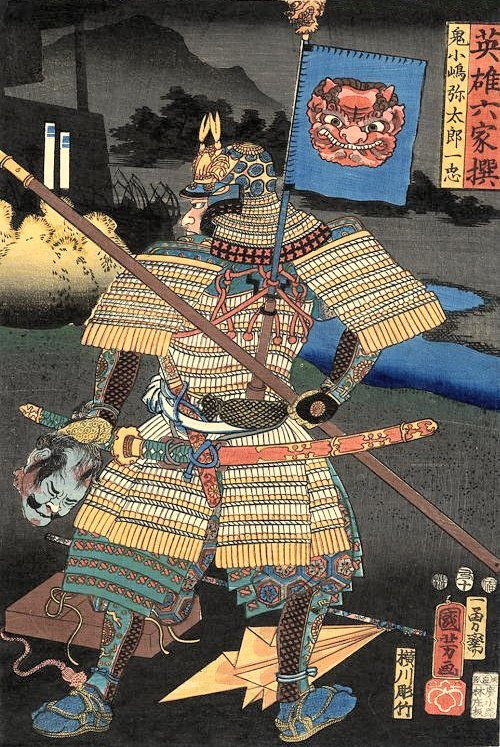
Một samurai đang đeo tachi và cầm một ngọn giáo cùng một cái đầu bị cắt đứt.

Tachi (太刀, たち,Thái Đao) là loại Đao Nhật nihontō (日本刀, にほんとう) truyền thống được trang bị cho tầng lớp samurai trong thời kì phong kiến tại Nhật Bản. Loại đao nổi tiếng katana được cho là một biến thể được phát triển từ tachi.

## Lịch sử và mô tả

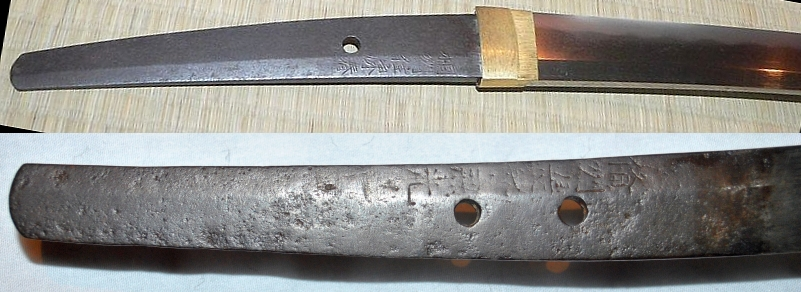
So sánh nakago của một thanh katana và một thanh tachi, có thể thấy rõ vị trí của mei ở hai thanh kiếm ngược nhau (trên - Katana; dưới - Tachi).

Việc sản xuất đao ở Nhật Bản được chia làm các giai đoạn sau:
- Chokuto (Cổ đại đao, kéo dài tới năm 900 sau công nguyên)
- Koto (Cổ đao, từ khoảng năm 900 - 1596)
- Shinto (Tân đao, từ 1596 - 1780)
- Shinshinto (Tân tân đao, từ 1781 - 1876)
- Gendaito (Hiện đại đao, từ 1876 - 1945)[1]
- Shinsakuto (Tân tác đao, từ 1956 - nay)[2]

Mà trong đó người ta đã xác minh tachi được rèn cho tới thời trung cổ (trước 1596, tức giai đoạn Koto). Sau thời kì này, tachi được phát triển thành katana và ōdachi
Vì được cho là "bản gốc" của katana cho nên, tachi có kết cấu tương tự như katana.
Mặc dù vậy, vẫn có thể phân biệt tachi và katana dựa vào vị trí của mei (nếu có) trên nakago. Thông thường, mei thường được khắc ở mặt bên hướng ra ngoài (khi đeo) của nakago. Mặt khác, tachi được đeo với lưỡi đao (mắt cắt) hướng xuống dưới còn katana lại hướng lên trên nên về cơ bản, vị trí mei của hai loại đao này ngược nhau.
Ngoài ra, khi so sánh một thanh tachi có chiều dài mặt cắt (lưỡi) khoảng 70–80 cm với một thanh katana thì dễ nhận thấy katana có chiều dài và trọng lượng nhỏ hơn tachi, nhưng tachi lại có lưỡi dài và nhỏ hơn katana.
Không giống cách đeo truyền thống nổi tiếng của katana, tuy cũng được đeo bên hông nhưng tachi lại để lưỡi đao hướng xuống dưới (gần giống cách đeo kiếm lưỡi cong của phương hay một số nước châu Á khác).
Với một thanh đao đeo theo "phong cách Tachi" (hướng lưỡi xuống dưới), người ta thường sử dụng tachi kochirae (vỏ đao dành cho tachi). Một chiếc tachi kochirae có hai chiếc móc (gọi là ashi) - nghĩa là "chân" trong tiếng Nhật) nó cho phép tachi có thể đeo hướng lưỡi xuống dưới nhưng vẫn gẫn như song song với mặt đất. Nếu không có tachi koshirae thì vẫn có thể đeo tachi đúng cách bằng một koshiate - một vật dụng làm bằng da, cho phép bất kì thanh đao nào cũng có thể đeo như tachi.
Để phân biệt giữ các loại tachi, người ta thường thêm tiền tố ko- (nghĩa là "ngắn") hoặc ō- (nghĩa là "dài/lớn"). Ví dụ, loại tachi ngắn có kích cỡ gần giống với wakizashi được gọi là kodachi.
Thanh tachi dài nhất (cho tới thế kỉ XV thì nó được gọi là ōdachi) có tổng chiều dài lên tới 3,7m; lưỡi dài 2,2m, nhưng người ta cho rằng, nó chỉ được dùng để làm lễ.
Vào những năm cuối thế kỉ XV - đầu thế kỉ XVI, nhiều thanh tachi được sử lại thành katana bằng cách cắt bới chuôi đao đi (o-suriage), và chính vì vậy mà nhiều chiếc mei quý bị mất hoặc hư hại trong giai đoạn này.

## Sử dụng

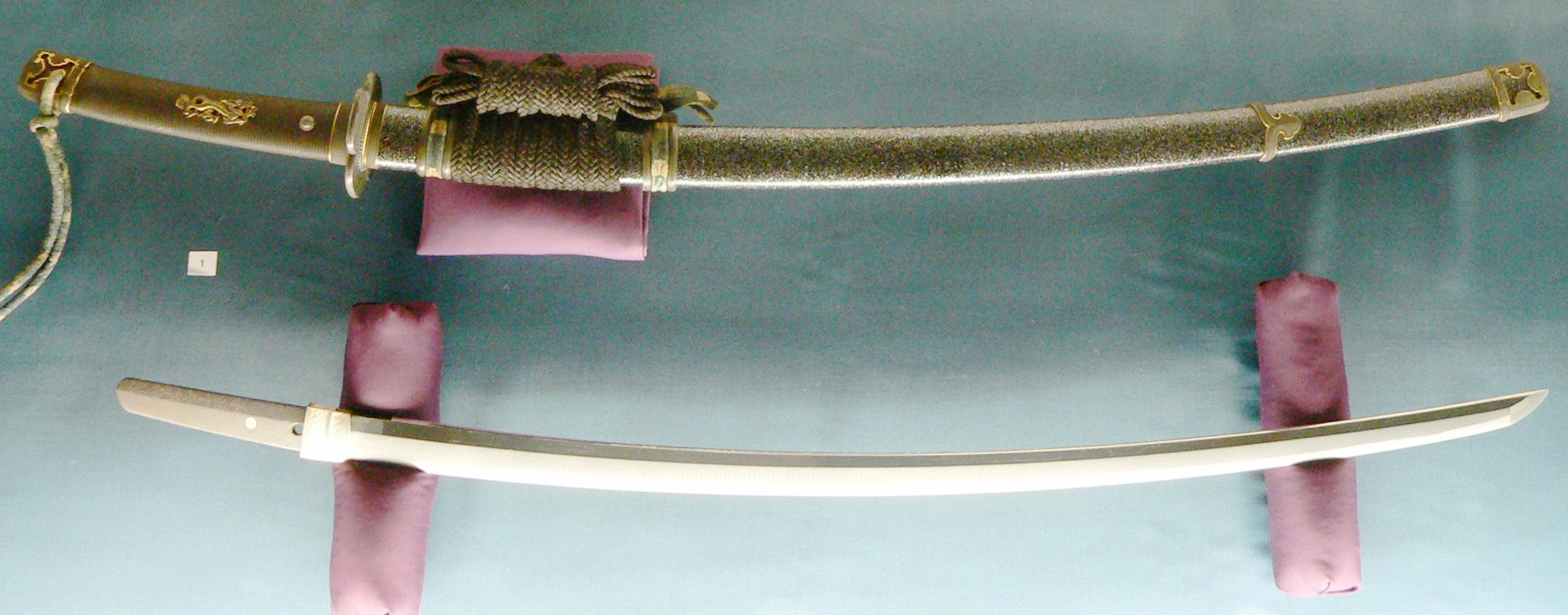
Tachi rèn bởi Bizen Osafune Sukesada, năm thứ 12 của thời đại Eisho (1515). Saya được mạ và trang trí bằng vàng.

Người ta cho rằng tachi được sử dụng hiệu quả nhất bởi kị binh
Nhưng theo tác giả Karl F. Friday thì không có bất kì tư liệu nào từ trước thế kỉ XIII (kể cả bằng văn bản hay hình ảnh) xác nhận rằng tachi từng được sử dụng khi ngồi trên lưng ngựa (ý nói tới kị binh hoặc shogun và daimyo)
- Uchigatana là một biến thể của tachi và là tiền thân của katana sau này. Uchigatana là loại đao chính của giới võ sĩ đạo Nhật Bản. Cho tới khi nó được phát triển thành loại katana thường thấy, uchigatana và tachi chỉ có thể phân biệt với nhau qua cách đeo (về hình dàng thì gần như giống hệt).
- Kể từ sau cuộc xâm lược lần thứ nhất của Mông Cổ (1274), tachi trở nên dày và rộng hơn.[11]
- Vào nửa sau lịch sử phong kiến của Nhật Bản, trong suốt thời kì Chiến Quốc (Sengoku) và Giang Hộ (Edo), những samurai cấp cao (mà sau này trở thành tầng lớp thống trị) thường đeo đao theo "phong cách tachi" (lưỡi hướng xuống dưới).[12]
- Trong giai đoạn tiến lên chủ nghĩa quân phiệt (phát xít) ở thời kì Chiêu Hòa (Shōwa), quân đội hoàng gia và hải quân hoàng gia Nhật Bản sử dụng những thanh đao gọi là Shingunto và Kaigunto và đeo chúng giống như tachi.[13]

## Hình ảnh

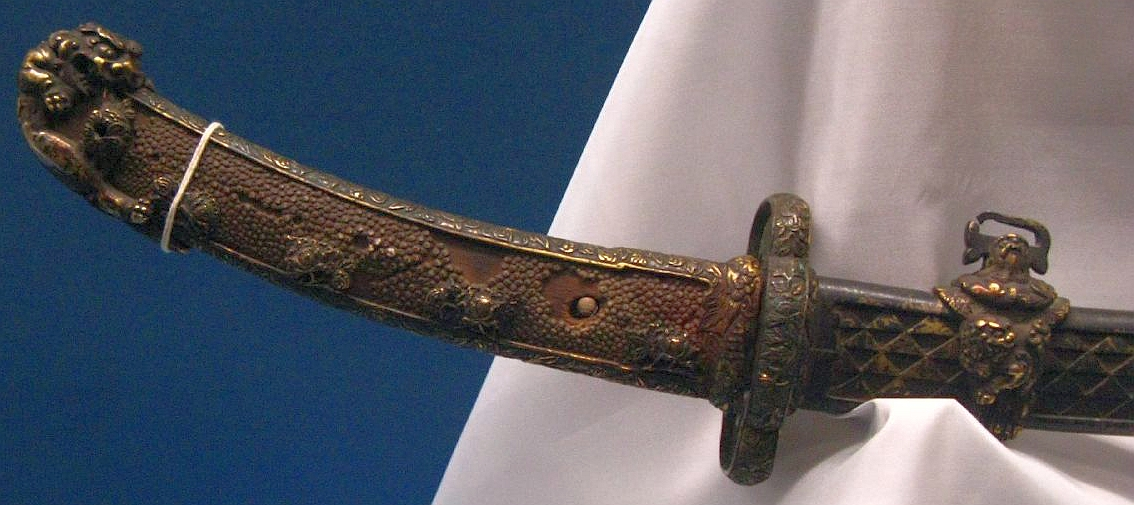
Ảnh chụp cận cảnh tsuka (chuôi) của một thanh tachi.
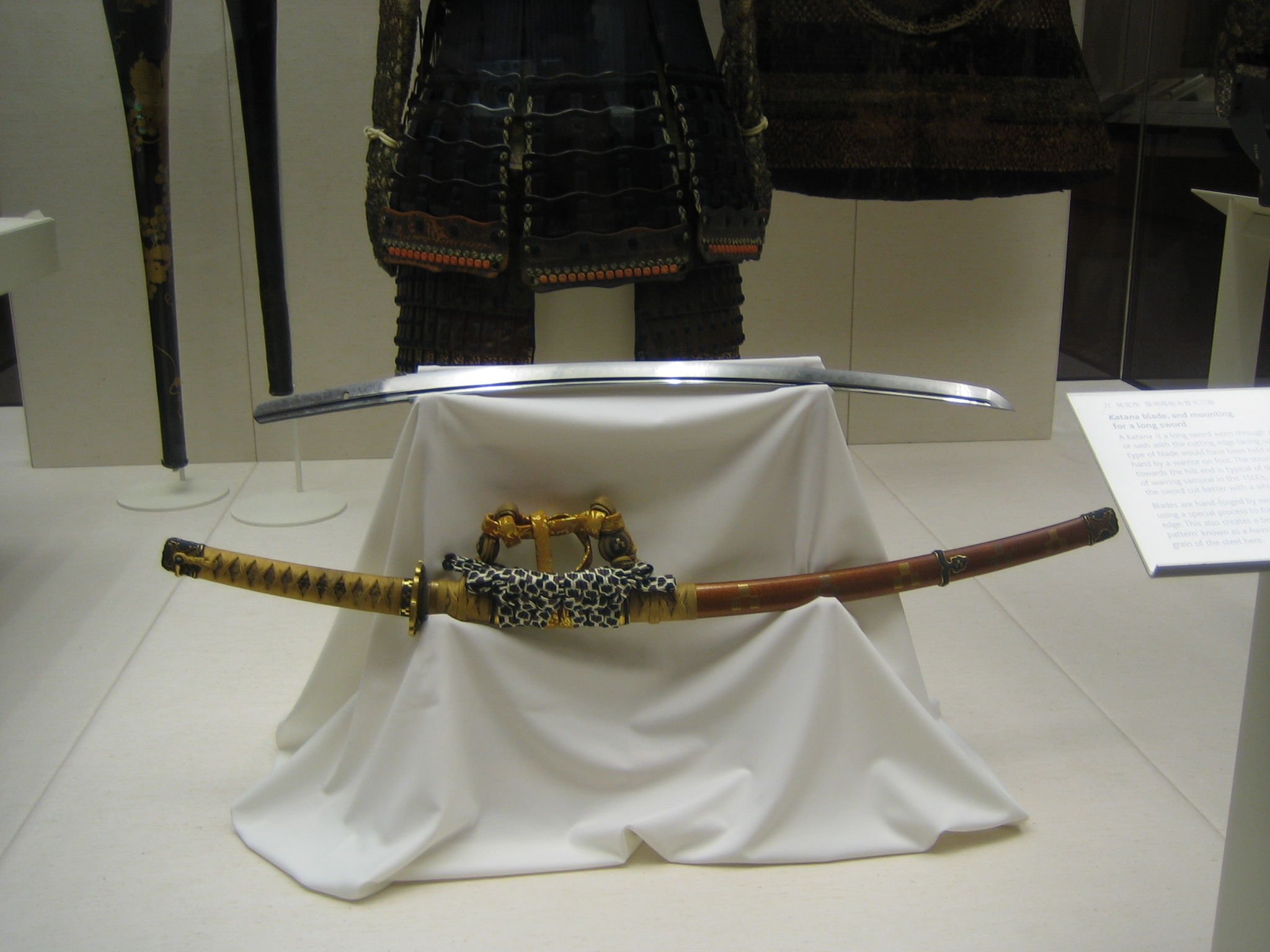
Một thanh tachi cổ với koshirae được trưng bày tại bảo tàng Anh Quốc.
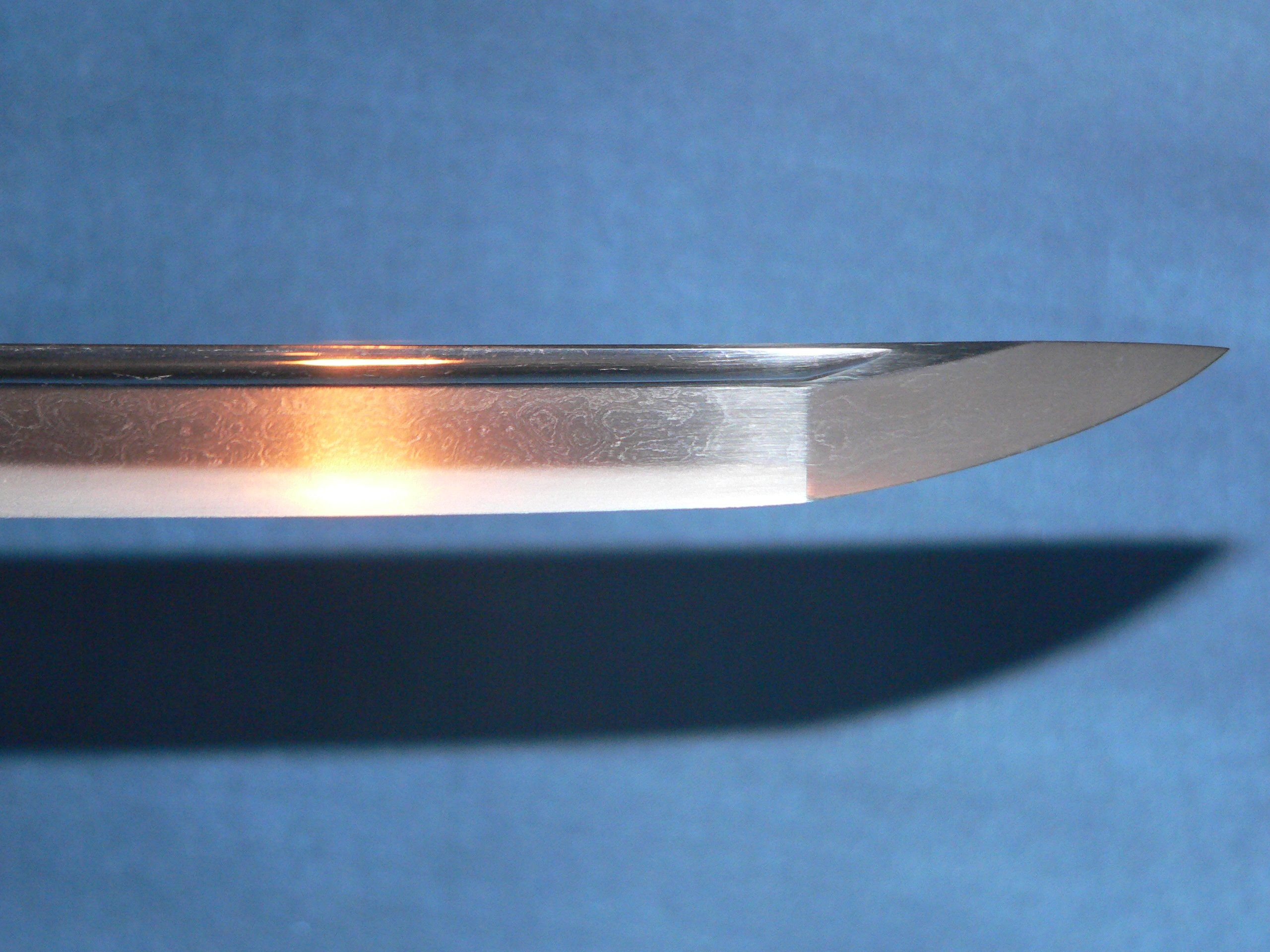
Kissaki (mũi kiếm) của một thanh tachi.
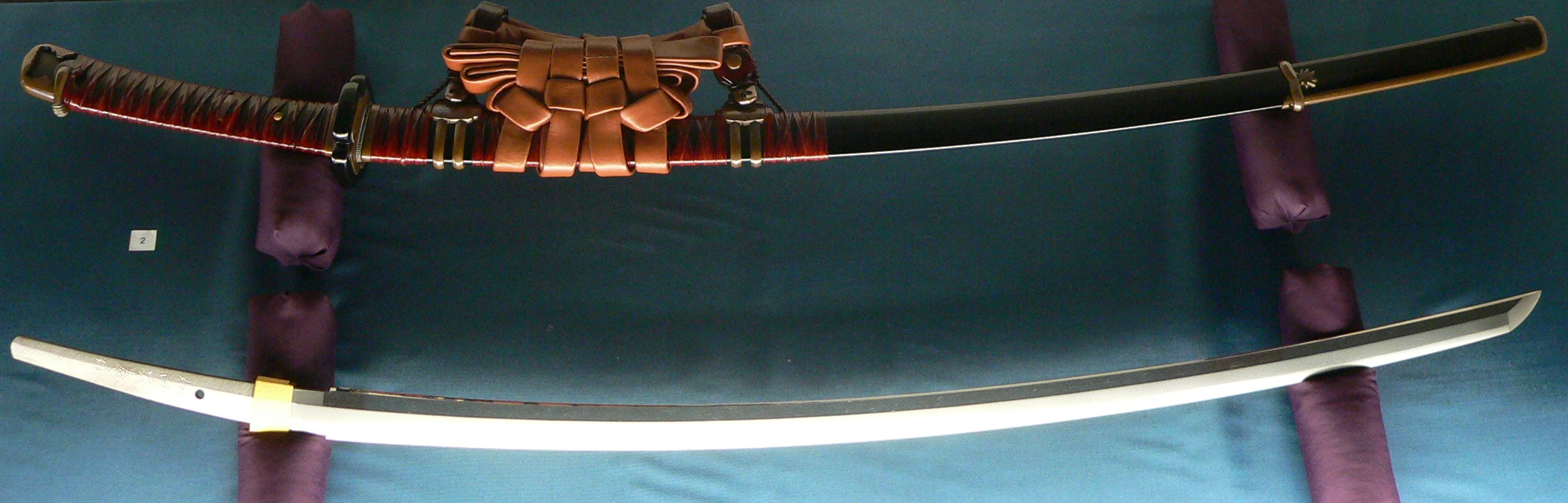
Một thanh tachi được rèn năm 1997 bởi Matsuda Tsuguyasu, tachi koshirae làm năm 1999 bởi Takeyama. Sao chép từ lưỡi một thanh tachi cuối thời Heian.
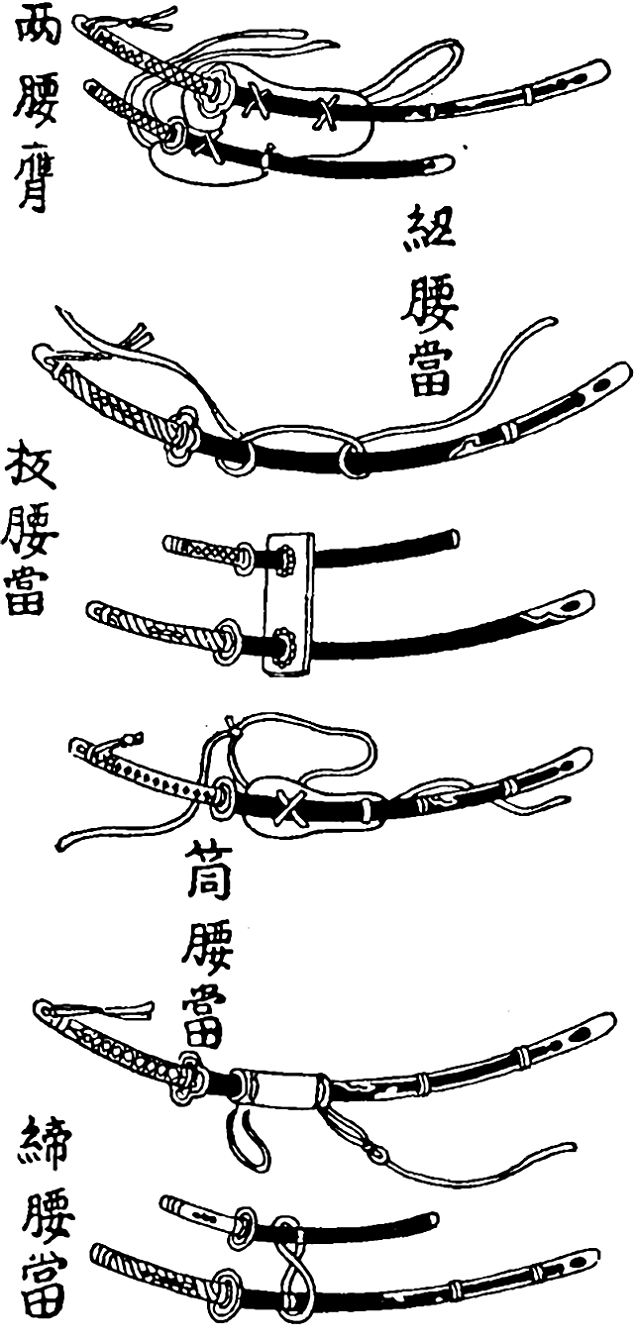
Các loại khác nhau của koshirae - dụng cụ để giúp đeo kiếm theo "phong cách tachi" (hướng lưỡi xuống dưới).
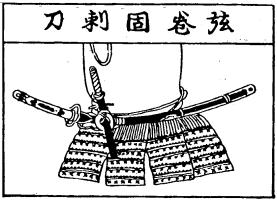
Các bản vẽ thể hiện đúng phương pháp đeo tachi khi mặc áo giáp.